# Arzani-Volpini
Arzani-Volpini je nekdanje italijansko moštvo Formule 1, ki v prvenstvu sodelovalo le na eni dirki za Veliko nagrado Italije v sezoni 1955, ko je edini dirkač moštva Luigi Piotti ostal brez točk na šestem mestu.

## Rezultati Svetovnega prvenstva Formule 1
(legenda)
| Leto | Šasija                 | Motor       | Gume | Dirkač       | 1   | 2   | 3   | 4   | 5   | 6  | 7   |
| ---- | ---------------------- | ----------- | ---- | ------------ | --- | --- | --- | --- | --- | -- | --- |
| 1955 | Arzani-Volpini Special | Maserati L4 | ?    |              | ARG | MON | 500 | BEL | NIZ | VB | ITA |
| 1955 | Arzani-Volpini Special | Maserati L4 | ?    | Luigi Piotti |     |     |     |     |     |    | DNP |